# Клотен
Клотен (фр. Kloten, итал. Kloten) је град у Швајцарској, који по кантоналној расподјели припада кантону Цирих. 
Познато је као сједиште једног од највећих швајцарских аеродрома, аеродрома Цирих који је раније био познат под називом „Цирих-Клотен”.

## Историја
На подручју аеродрома нађени су трагови насеља из каменог доба. У остатке из римског доба, када је Клонтен био раскрсница путева, убраја се насеље из 1. или 2. вијека чији трагови су нађени на мјесту данашње цркве у самом центру града.  По први пут, град се у писаним записима помиње у 12. вијеку, под називом „Клотун”. Као дио средњовјековног замка Кибурга, Клотен је 1264. пао под управу Хабзбурга. До 1510. године град је био царинарница, а до 1728. у њему је био смјештен центар надлежности за Кибург. У времену Хелветске републике Клотен је био у саставу округа Басесдорфа, а у периоду 1803-1831 као дио Билаха. Прва скупштина народа у Колтену одржана је 1839. године. Након распада грађанске жупаније 1922, Клотену су придружени засеоци Баникон и Егентал који су раније били у саставу Обрембаха. 
Године 1961. Клотен је добио статус града од 10.000 становника.

## Географија
Налази се на 10 km сјеверно од Цириха, у долини Глата. То је и најближе насељено мјесто аеродрому Цирих. Аеродромски терминал и већи дио самог аеродрома налазе се у границама Клотена. Град има површину од 19,3 km², од чега је 34,1% земљишта обрадиво и користи се у пољопривредне сврхе. Шуме заузимају око 26,7% површине, док је 38,2% искориштено за изградњу насеља и путева. Тек нешто више од 1% површине овог града је непродуктивано. 
Политичка општина Клотен обухвата округе Центрум, Гисберг, Хострас, Оберфилд, Рутлен, Спиц, Брамен, Балсберг, Холберг, Хохраинли, Касерне, Касерен и Фреинберг, као и насеља Егетсвил, Герлисберг, Баникон, Обхолз, Еигентал, Ранк, Албухл и већи дио аеродрома у Цириху.
Сусејдне општине Клотен су Винкел, Луфинген, Оберембрах, Нуренсдорф, Басерсдорф, Диетликон, Вализелен и Опфикон у округу Билах и Румланг у округу Диелсдорф.

### Саобраћај
Клотен се с разлогом помињао као раскрсница и цариница кроз исотрију. Налази се на раскршћу путева од Цириха преко Билаха до Рорбаса. 
Отварањем жељезничке линије Винтертур - Ветинген, Клотен је постао зауставна станица. У периоду 1946-1948. у Клотену је направљен аеродром који је у каснијим годинама више пута реконструисан. Тај аеродром данас је најећи у Швајцарској, како по површини тако и по броју путника. 2018. године кроз аеродром је прошло 31 милион путника.. Клотен спада у један од енергетски ефикасних градова. У складу са том политиком велики значај дат је бициклизму. Тако је град, као дио кантона Цирих 2019. године добио своје прве станице за изнајмљивање бицикала. 

## Становништво
Клотен има 19.679 становника . Од 2007. године, 26,8% становништва чине страни држављани. У посљедњих 10 година становништво је расло по стопи од 6,4%. Већина становништва (гледајући податке од 2000.године) говори њемачки (78,8%), на другом мјесту је италијански(4,2%), док је трећи по степену коришћења језик с простора бивше Југославије, српскохрватски(3,1%).
Када се гледа број становника по старости, 19,2% становништва чине дјеца и тинејџери (узраст до 19 година). Највише је одраслих (20–64 године) 68,3% док оних старијих од 64 године у процентима има 12,5%. Клотен је град са високим степеном образованости грађана. Око 70,3% становништва у доби од 25 до 64 године је завршило средње образовање или додатно високо образовање.
Стопа незапослености у овом швајцарском граду од скоро 20.000 становника износи 3,12%. Од 2005. године, у примарном економском сектору била је запослена 91 особа у, око 28 предузећа која су укључена у овај сектор; у секундарном сектору организовано је 109 предузећа која запошљавају 4.545 људи; док су у терцијарном сектору 23.154 особе нашле су запослење у 888 предузећа. 

## Клима
| Клима Клотен (1981-2010)      | Клима Клотен (1981-2010) | Клима Клотен (1981-2010) | Клима Клотен (1981-2010) | Клима Клотен (1981-2010) | Клима Клотен (1981-2010) | Клима Клотен (1981-2010) | Клима Клотен (1981-2010) | Клима Клотен (1981-2010) | Клима Клотен (1981-2010) | Клима Клотен (1981-2010) | Клима Клотен (1981-2010) | Клима Клотен (1981-2010) | Клима Клотен (1981-2010) |
| Показатељ \ Месец             | .Јан.                    | .Феб.                    | .Мар.                    | .Апр.                    | .Мај.                    | .Јун.                    | .Јул.                    | .Авг.                    | .Сеп.                    | .Окт.                    | .Нов.                    | .Дец.                    | .Год.                    |
| ----------------------------- | ------------------------ | ------------------------ | ------------------------ | ------------------------ | ------------------------ | ------------------------ | ------------------------ | ------------------------ | ------------------------ | ------------------------ | ------------------------ | ------------------------ | ------------------------ |
| Максимум, °C (°F)             | 3,2 (37,8)               | 5,2 (41,4)               | 10,3 (50,5)              | 14,6 (58,3)              | 19,3 (66,7)              | 22,5 (72,5)              | 25,0 (77)                | 24,2 (75,6)              | 19,8 (67,6)              | 14,4 (57,9)              | 7,6 (45,7)               | 4,1 (39,4)               | 14,2 (57,6)              |
| Просек, °C (°F)               | 0,2 (32,4)               | 1,1 (34)                 | 5,2 (41,4)               | 8,9 (48)                 | 13,5 (56,3)              | 16,7 (62,1)              | 18,9 (66)                | 18,2 (64,8)              | 14,2 (57,6)              | 9,8 (49,6)               | 4,2 (39,6)               | 1,4 (34,5)               | 9,4 (48,9)               |
| Минимум, °C (°F)              | −3,1 (26,4)              | −3,1 (26,4)              | 0,1 (32,2)               | 3,0 (37,4)               | 7,4 (45,3)               | 10,6 (51,1)              | 12,8 (55)                | 12,4 (54,3)              | 8,9 (48)                 | 5,5 (41,9)               | 0,7 (33,3)               | −1,6 (29,1)              | 4,5 (40,1)               |
| Количина падавина, mm (in)    | 65 (2,56)                | 60 (2,36)                | 74 (2,91)                | 74 (2,91)                | 109 (4,29)               | 110 (4,33)               | 115 (4,53)               | 108 (4,25)               | 90 (3,54)                | 87 (3,43)                | 76 (2,99)                | 81 (3,19)                | 1,048 (41,26)            |
| Количина снега, cm (in)       | 14,4 (5,67)              | 14,6 (5,75)              | 7,5 (2,95)               | 0,5 (0,2)                | 0 (0)                    | 0 (0)                    | 0 (0)                    | 0 (0)                    | 0 (0)                    | 0,3 (0,12)               | 5,4 (2,13)               | 13,5 (5,31)              | 56,2 (22,13)             |
| Дани са падавинама (≥ 1.0 mm) | 9,9                      | 8,6                      | 10,7                     | 10,4                     | 11,7                     | 11,7                     | 11,3                     | 11,0                     | 9,5                      | 9,8                      | 10,1                     | 10,5                     | 125,2                    |
| Дани са снегом (≥ 1.0 cm)     | 4,2                      | 3,8                      | 2,1                      | 0,4                      | 0                        | 0                        | 0                        | 0                        | 0                        | 0                        | 1,2                      | 3,5                      | 15,2                     |
| Релативна влажност, %         | 86,0                     | 81,5                     | 75,5                     | 72,8                     | 72,4                     | 72,9                     | 72,2                     | 75,2                     | 78,9                     | 84,9                     | 85,4                     | 86,1                     | 78,7                     |
| Сунчани сати — месечни просек | 48                       | 77                       | 125                      | 159                      | 186                      | 204                      | 230                      | 208                      | 151                      | 93                       | 50                       | 35                       | 1.566                    |
| Извор: MeteoSwiss             |                          |                          |                          |                          |                          |                          |                          |                          |                          |                          |                          |                          |                          |

## Град енергетске ефикасности
Клотен је 2009. године добио награду „Енергетски град” за одрживу и ефикасну енергетску политику. Енергетски град Клотен карактерише, прије свега, висок ниво мобилности, који је еколошки прихватљив захваљујући широком спектру јавног превоза.

## Спорт
Клотен је град хокеја и зимских спортова. На територији града је и Швајцарска Арена („Swiss Arena”) као домаћи терен хокејашког клуба који носи име града. Клуб је основан 1934. године, а пет пута је био шампион државе и једном Националног купа. Поред клизалишта, у спортском комплексу се налазе и затворени и отворени базен, али и тениски терени на којима се играo Цирих опен. 